# イージーフライ
イージーフライ（EasyFly）は、コロンビアの格安航空会社。首都ボゴタを拠点にして国内の主要空港を結ぶ路線を運航している。
使用機材はATR 72とATR 42である。
イギリスのイージーグループは企業ロゴが類似している複数の航空会社に対して訴訟を起こしているが、イージーフライもその中に含まれる。